# 恩氏魮脂鯉
恩氏魮脂鯉又名尾紋半線脂鯉，為輻鰭魚綱脂鯉目脂鯉亞目脂鯉科的其中一個種，為熱帶淡水魚。

## 分布
本魚分布於南美洲巴西、阿根廷、巴拉圭、烏拉圭的巴拉圭河及烏拉圭河流域。

## 特徵
本魚體修長，體長可達6公分，有一條藍色細條紋始於鰓蓋後面，隨後變窄，因為另有一條黑色條紋而使得藍紋變得模糊，最後消失在尾鰭中央，繁殖期時，雄魚的顏色更加鮮豔。體長可達6公分。

## 生態
本魚棲息於溪流或水塘中，屬雜食性，以植物、蠕蟲、甲殼動物等為食，繁殖期時，將卵產在植物葉片上，性情溫和，喜群游。

## 經濟利用
為高經濟價值的觀賞性魚類，適合飼養在約80公分的水族箱。

## 扩展阅读
- 維基物種上的相關：恩氏魮脂鯉